# Liolaemus boulengeri
Liolaemus boulengeri este o specie de șopârle din genul Liolaemus, familia Tropiduridae, descrisă de Koslowsky 1896. Conform Catalogue of Life specia Liolaemus boulengeri nu are subspecii cunoscute.